# Daddy Cool
Daddy Cool — пісня, записана Boney M. та включена в їхній дебютний альбом  Take the Heat off Me (укр. «Остуди мене»). Вона була першим хітом 1976 року Боні М. у Великій Британії.
Це був другий сингл Boney M., випущений в 1976 році, який спочатку не привернув увагу публіки. Після виступу у телешоу  Musikladen  у вересні сингл став хітом, очоливши більшість європейських чартів. Він зайняв шосте місце у чартах Великої Британії та 65-те в США   Billboard  Hot 100. Сингл також очолив німецький хіт-парад і потрапив у топ-20 Канади. Це виявилося головним європейським проривом групи.

## Пісня
«Daddy Cool» була новою піснею з ударним вступом продюсера Френка Фаріана. Фаріан також співав усі чоловічі партії голосу. Його характерний глибокий голос співає: «Вона в шаленому захваті…», а їй відповідають яскраві голоси Ліз Мітчелл та Марсії Баретт: «…від цього Кльового Татка». Цей рядок слухачі помилково почули як "… а як щодо Кльового Татка ", тому група почала його так співати під час виступів у прямому ефірі.

## Текст пісні
She's crazy like a fool
What about it Daddy Cool

She's crazy like a fool
What about it Daddy Cool
I'm crazy like a fool
What about it Daddy Cool

Daddy, Daddy Cool
Daddy, Daddy Cool
Daddy, Daddy Cool
Daddy, Daddy Cool

She's crazy like a fool
What about it Daddy Cool
I'm crazy like a fool
What about it Daddy Cool

Daddy, Daddy Cool
Daddy, Daddy Cool
Daddy, Daddy Cool
Daddy, Daddy Cool

She's crazy about her daddy
Oh she believes in him
She loves her daddy

She's crazy like a fool
What about it Daddy Cool
I'm crazy like a fool
What about it Daddy Cool

Daddy, Daddy Cool
Daddy, Daddy Cool
Daddy, Daddy Cool

## Сингл
Спочатку Hansa Records хотіли, щоб обкладинка Боні М. на Боб Марлі «No Woman, No Cry» була стороною А синглу, але Фаріан, побачивши, що його власна пісня стала явним переможцем при тестуванні обох треків в Занкт-Інгберті, переконав звукозаписну компанію зробити це по-своєму. У США, Угорщині та Японії (де сингл вийшов до листопада) сингл був підтриманий альбомним треком «Lovin 'or Leavin'», у Східній Німеччині платівка вийшла в 1977 році, підкріплена їх наступним хітом «Сонячний (пісня Боббі Хебба) | Сонячний».

## Кавери пісні
Пісню озвучило латвійське тріо Melo-M із вокалом оригінальної співачки Boney M. Maizie Williams в їх альбомі 2007 року  Singalongs (альбом) | Singalongs . «Daddy Cool» було використано в рекламі для  Vauxhall, просуваючи їх  Zafira GSi. Пісню взяв за вибірку колектив корейський хіп-хоп DJ Doc для їх синглу «Run to You» 2000 року.

## Чарти
| Чарт (1976—77)                                       | Позиція |
| ---------------------------------------------------- | ------- |
| Австралія (Kent Music Report)                        | 5       |
| Європа (Eurochart Hot 100)                           | 1       |
| Франція (Institut français d'opinion publique\|IFOP) | 1       |
| Італія (FIMI)                                        | 3       |
| Південна Африка (Springbok Radio)                    | 2       |
| Іспанія (AFE)                                        | 1       |
| Велика Британія (Official Charts Company)            | 6       |
| США (Billboard Hot 100)                              | 65      |
| США Cashbox\|Cash Box                                | 90      |

| Чарт (1976)                                          | Позиція |
| ---------------------------------------------------- | ------- |
| Австрія (Ö3 Austria Top 40)                          | 10      |
| Бельгія (Ultratop 50 Flanders)                       | 7       |
| Франція (Institut français d'opinion publique\|IFOP) | 2       |
| Нідерланди (Dutch Top 40)                            | 12      |
| Нідерланди (Single Top 100)                          | 10      |
| Швейцарія (Schweizer Hitparade)                      | 7       |

| Чарт (1977)                       | Позиція |
| --------------------------------- | ------- |
| Австралія (Kent Music Report)     | 35      |
| Австрія (Ö3 Austria Top 40)       | 20      |
| Італія (FIMI)                     | 23      |
| Південна Африка (Springbok Radio) | 18      |

| Чарт                                                 | Позиція |
| ---------------------------------------------------- | ------- |
| Франція (Institut français d'opinion publique\|IFOP) | 78      |
| Норвегія (VG-lista)                                  | 5       |

## Boney M. версія 2000
Після успішних реміксів Sash! Та Horny United на «Ma Baker» Френк Фаріан реміксував «Daddy Cool». У відео був представлений абсолютно новий склад  'Boney M. 2000'  із участю трьох молодих дівчат і репера Mobi T., а також анонсовано майбутній альбом реміксів. Це рішення фанати групи сприйняли погано, і згодом Фаріан відмовився від цієї ідеї.

## Цікаві факти
Використовувалася в фільмах «Пригоди Паддінгтона 2», «Всі пари роблять це» 2017 р Франція.